# ジェルベルジュ・ド・プロヴァンス
ジェルベルジュ・ド・プロヴァンス（フランス語：Gerberge de Provence, 1060年ごろ - 1115年）は、プロヴァンス女伯（在位：1093年 - 1112年）。プロヴァンス伯領は現在のフランスの南東部に位置し、1481年までフランス王国の一部ではなかった。

## 生涯
ジェルベルジュはプロヴァンス伯ジョフロワ1世とその妃エティエンネットの娘である。ジェルベルジュは父の死後数十年後経ってから伯位を継承し、その間他の親族がプロヴァンス伯となっていた。ジェルベルジュが伯位についた正確な時期は不明であるが、資料により1093年以降で1100年以前であることがわかる。
ジェルベルジュと夫ジルベール1世・ド・ジェヴォーダンはともに高潔な人物であると考えられていた。ジルベール1世は十字軍に参加し、中東から多くの遺物を持ち帰りプロヴァンスの教会に寄贈した。ジルベール1世は1108年に死去した。その後、ジェルベルジュは自ら支配し、賢明に統治を行ったと言われている。1112年、長女ドゥースがバルセロナ伯ラモン・バランゲー3世と結婚し、この時にプロヴァンスはラモン・バランゲー3世に譲られた。レーモン・デ・ボーと結婚した次女のエティエンネットはプロヴァンス伯領に対する権利を主張し、1144年にブサンク戦争を引き起こした。